# 佐山聖子
佐山聖子（日语：／ Sayama Kiyoko，8月3日—），日本女性動畫演出家、動畫導演。出身於埼玉縣。專門學校畢業。現為自由身。她的丈夫是熊谷哲矢，動畫師，也是她在Junio工作室時的同事。

## 參加作品

### 電視動畫
1991年
- 朱古力小精靈（日语：おばけのホーリー）（—1992年，分鏡、演出）

1992年
- 蔬果村的故事（—1993年，分鏡、演出）
- 魔法公主 明琪桃子 擁抱夢想（日语：魔法のプリンセスミンキーモモ）（分鏡）

1993年
- 卡利麥羅 (1992年版)（演出）
- 忍者亂太郎 (第1期)（—1994年，分鏡、演出）
- 叮噹貓（—1996年，分鏡、演出）

1994年
- 淘氣貓 喵喵三丁目 (第2期)（分鏡、演出）
- 小紅帽恰恰（分鏡、演出）
- 基因潛水員（—1995年，分鏡）
- 忍者亂太郎 (第2期)（—1995年，分鏡、演出）
- 伊沙米大冒險（—1996年，分鏡、演出）

1996年
- 哈利動物園 (第1期)（日语：はりもぐハーリー）（分鏡、演出）
- 機械女神J（—1997年，分鏡、演出）
- 忍者亂太郎 (第4期)（分鏡、演出）

1997年
- 哈利動物園 (第2期)（導演）
- 麵包超人（分鏡）

1998年
- 機械女神J to X（—1999年，首席導演、分鏡、演出）

1999年
- 超級娃娃戰士★莉卡（分鏡）
- 魔法使俱樂部（分鏡、演出）
- 忍者亂太郎 (第7期)（分鏡、演出）
- 此時此刻的我（—2000年，分鏡）
- HUNTER×HUNTER (1999年版)（—2001年，分鏡）

2000年
- 隨風飄的月影蘭（分鏡）
- BOYS BE…（特別感謝）
- 萬有引力（—2001年，分鏡、演出）

2001年
- 新白雪姬傳說（導演、分鏡、演出）
- 頑皮小白貂（—2002年，分鏡、演出）
- 學園戰記無量（日语：学園戦記ムリョウ）（分鏡）
- SAMURAI GIRL 武俠派女高中生（分鏡）

2002年
- 最終幻想：無限（分鏡、演出）
- 七人之奈奈（分鏡）
- 青出於藍（分鏡）
- Chobits（分鏡）
- 銀河俠盜JING（演出）
- 彩夢芭蕾（—2003年，分鏡、演出）
- 銀河天使 (第3期)（—2003年，分鏡）

2003年
- 最後流亡（分鏡）
- 星夢美少女（分鏡、演出）
- 初音島（分鏡）
- 銀河鐵道物語（分鏡）
- 聖槍修女（—2004年，分鏡、演出）
- 怪醫黑傑克2小時特別篇 ～4個生命的奇蹟～（演出）

2004年
- 十兵衛2 -西伯利亞柳生的逆襲-（分鏡）
- 詩∽片（分鏡）
- Keroro軍曹（—2011年，分鏡）

2005年
- 不可思議星球的☆雙胞胎公主（—2006年，分鏡）
- BLOOD+（—2006年，分鏡、演出）

2006年
- ARIA The NATURAL（分鏡、演出）
- 不可思議星球的☆雙胞胎公主Gyu！（—2007年，分鏡）
- NANA（—2007年，分鏡）
- 我們的存在（分鏡）
- Oban Star-Racers（日语：オーバン・スターレーサーズ）（—2007年，分鏡、演出）

2007年
- 死亡筆記本（分鏡）
- 精靈守護者（分鏡、演出）
- 羅密歐×茱麗葉（分鏡）
- 暗夜魔法使 The ANIMATION（分鏡）
- Sketch book ～full color's～（分鏡）

2008年
- 吸血鬼騎士（導演、分鏡、演出）
- 吸血鬼騎士 Guilty（導演、分鏡）
- xxxHOLiC◆繼（分鏡）
- SKIP BEAT！華麗的挑戰（—2009年，導演[1]、分鏡、演出、作畫監督、原畫）

2009年
- 動物偵探奇魯米（分鏡、OP演出&原畫&圖解）
- 奇蹟少女KOBATO.（分鏡）

2010年
- 戀愛班長 Second Collection（分鏡）
- 荒川爆笑團（分鏡）
- 荒川爆笑團 The Bridge×Bridge（分鏡）

2011年
- 電波女&青春男（分鏡）
- 咚隆隆炎魔君 熊～熊燃燒（分鏡）
- SKET DANCE（分鏡）
- 迷茫管家與膽怯的我（分鏡）
- 異國迷宮的十字路口 The Animation（分鏡）
- 幸福光暈 ～hitotose～（分鏡）

2012年
- BRAVE10（導演、分鏡、演出、原畫、ED分鏡&演出）
- 猛烈宇宙海賊（分鏡）
- 白熊咖啡廳（分鏡、演出）
- 黃昏乙女×失憶幽靈（分鏡）
- 心連·情結（分鏡）
- 元氣少女緣結神（分鏡）
- 櫻花莊的寵物女孩（分鏡）

2013年
- 科學超電磁砲S（分鏡）
- BLOOD LAD 血意少年（分鏡）
- 幸福光暈 ～More Aggressive～（分鏡）
- 義風堂堂!! 兼續和慶次（分鏡）

2014年
- 魔女的使命（分鏡）
- 獻給某飛行員的戀歌（分鏡）
- 屬性同好會（分鏡）
- selector infected WIXOSS（分鏡）
- 一週的朋友。（分鏡、演出）
- NO GAME NO LIFE 遊戲人生（分鏡）
- 花舞少女（分鏡）
- 黑執事 Book of Circus（分鏡）
- selector spread WIXOSS（分鏡、演出）
- 狼少女與黑王子（分鏡）
- PSYCHO-PASS心靈判官 2（分鏡）

2015年
- 寄生獸 生命的準則（分鏡）
- Aikatsu！偶像活動！（—2016年，分鏡）
- 在地下城尋求邂逅是否搞錯了什麼（分鏡、演出）
- 俺物語!!（分鏡）
- 其實我是…（分鏡）
- 科學小飛俠Crowds（分鏡）
- DIABOLIK LOVERS MORE,BLOOD（分鏡）
- 重裝武器（分鏡）

2016年
- 疾走王子 Alternative（分鏡）
- 魔法護士小麥R（分鏡）
- 飛翔的魔女（分鏡、演出）
- 偶像學園STARS！（—2018年，分鏡）
- 天真與閃電（分鏡）
- TABOO TATTOO -禁忌咒紋-（分鏡）
- 藍海少女！（分鏡）
- Lostorage incited WIXOSS（分鏡、演出）
- 黑白來看守所（分鏡）

2017年
- ALL OUT!!（分鏡）
- 學園少女突襲者 Animation Channel（分鏡）
- 重啟咲良田（分鏡）
- 夏目友人帳 陸（分鏡）
- 愛麗絲與藏六（分鏡）
- Infini-T Force（分鏡）
- 泥鯨之子們在沙地上歌唱（分鏡）

2018年
- 比宇宙更遠的地方（分鏡）
- 藍海少女！ ～Advance～（導演[2]）
- 庫洛魔法使 透明牌篇（分鏡）
- MEGALO BOX（分鏡）
- 冷然之天秤（分鏡）
- 行星與共（分鏡）
- 高分少女（分鏡）
- 魔法禁書目錄III（分鏡）

2019年
- 同居人時而在腿上，時而跑到腦袋上。（分鏡）
- 消滅都市（分鏡）
- 在地下城尋求邂逅是否搞錯了什麼II（分鏡）
- 花牌情緣3（分鏡）

2020年
- 淘氣貓2020：家有圓圓?! ～我家的圓圓你知道嗎～（分鏡）
- 戀愛中的小行星（分鏡）
- 闇影詩章（分鏡）
- 繼怪怪守護神（分鏡）
- 大貴族（分鏡）

2021年
- 碧藍航線 微速前進！（分鏡）
- 花樣滑冰Stars（分鏡）
- 死神少爺與黑女僕（分鏡）
- EDENS ZERO（分鏡）
- SELECTION PROJECT（分鏡）
- 三角窗外是黑夜（分鏡）

2022年
- 青之蘆葦（分鏡）
- 給不滅的你 (第2系列)（導演[3]、分鏡）

2024年
- Delico's Nursery（分鏡）

### 電影動畫
1991年
- 有提康德羅加的海（助理導演）

### OVA
1991年
- 忍者龍劍傳（助理導演、動畫）

1995年
- 美幸夢遊仙境（日语：不思議の国の美幸ちゃん）（演出）
- 3×3 EYES ～聖魔傳說～ （演出）

1997年
- 機械女神J again（—1998年，導演補佐）

2000年
- 天使禁獵區（導演）

2004年
- 低俗靈DAYDREAM（日语：低俗霊DAYDREAM）（分鏡、演出）

2018年
- 牽牛花與加瀨同學（分鏡）

### 舞台
- （2005年，出演）

## 相關項目
- 日本動畫師列表（日语：アニメ関係者一覧）

## 外部連結
- （日語）—佐山聖子的官方個人網站。
- （日語）—佐山聖子的官方個人部落格。
- 佐山聖子的X（前Twitter） （日語）